# Fuori tempo
Fuori tempo è il primo album di Claudia Mori pubblicato dalla casa discografica Clan Celentano nel 1974. Gli arrangiamenti sono di Detto Mariano. Brano trainante dell'album è il singolo Buonasera dottore che ottenne un ottimo successo e arrivò ai primi posti dell'hit parade.
La copertina dell'album, apribile, contiene nelle facciate interne i testi delle canzoni, tutti eccetto Sentimento scritti da Paolo Limiti. All'interno dell'album un fascicolo di 12 pagine con foto della cantante.

## Tracce
Lato A
1. Ouverture (Musica di Detto Mariano)
2. Veleno e pugnale (Testo di Paolo Limiti e musiche di Mario Nobile)
3. Cane e padrone (Testo di Paolo Limiti e musiche di Detto Mariano)
4. Gipsy Rose (Testo di Paolo Limiti e musiche di Irwin Levine e di L. Russell Brown)
5. Buonasera dottore (Testo di Paolo Limiti e musiche di Shel Shapiro)
6. Una casa sfiorata dal mare (Testo di Paolo Limiti e musiche di Giuseppe Verdecchia)

Lato B
1. Non ti potevo amare (Testo di Paolo Limiti e musiche di Detto Mariano)
2. Che scherzo mi fai (Testo di Paolo Limiti e musiche di Gianni Dall'Aglio)
3. Sentimento (Testo di Lamberti Guido e musiche di D.B. Besquet)
4. Fuori tempo (Testo di Paolo Limiti e musiche di Gianni Dall'Aglio)
5. Su altre stelle (Testo di Paolo Limiti e musiche di Gianni Dall'Aglio)